# Lige Conley
Lige Conley (5 de diciembre de 1897 – 11 de diciembre de 1937) fue un actor cinematográfico de estadounidense, activo en la época del cine mudo, a lo largo de cuya carrera entre 1915 y 1938 actuó en 140 filmes.

## Biografía
Su verdadero nombre era Elijah Crommie, y nació en San Luis, Misuri. Con el nombre de Lige Crommie, el comediante entró a formar parte de la compañía de Mack Sennett en 1915. En 1917 pasó al prometedor estudio de Hal Roach, produciendo cortos cómicos con Harold Lloyd, Bebe Daniels, y Snub Pollard. En las comedias de Roach aparecía como "Lige Cromley," pero dado el dominio que Lloyd y otros actores tenían de las películas del estudio, Lige tuvo escasas oportunidades de destacar. Por ello volvió con Sennett como actor de reparto, de nuevo con el nombre de Lige Crommie. Cuando el director Fred Fishback dejó a Sennett para trabajar en una unidad propia en Universal Pictures, Lige pasó a colaborar con él. 
El cómico finalmente consiguió el estrellato en Educational Pictures, compañía para la cual actuó en una larga serie de elaboradas y enérgicas comedias. Algunas de las cintas fueron dirigidas por Fishback bajo el pseudónimo de Fred Hibbard. Educational hizo publicidad a mediados de los años 1920 en la que aclamaba a Conley como el siguiente Charlie Chaplin. Conley, con su pelo rizado y coqueta sonrisa, verdaderamente tenía un cierto parecido con el personaje de Chaplin.
Lige Conley falleció en Hollywood, California, en 1937, víctima de un atropello por un automóvil, poco después de hacer un pequeño papel en la comedia de Fred Allen Sally, Irene and Mary.

## Selección de su filmografía
- The Charge of the Gauchos (1928)
- Matrimony Blues (1926)
- Air Pockets (1924)
- Fast and Furious (1924)
- A Small Town Idol (1921)
- His Only Father (1919)
- Pay Your Dues (1919)
- Count the Votes (1919)
- Soft Money (1919)
- He Leads, Others Follow (1919)
- The Rajah (1919)
- Be My Wife (1919)
- Don't Shove (1919)
- Heap Big Chief (1919)
- Chop Suey & Co. (1919)
- Count Your Change (1919)
- Never Touched Me (1919)
- Spring Fever (1919)
- A Sammy in Siberia (1919)
- Swing Your Partners (1918)
- Bees in His Bonnet (1918)
- That's Him (1918)
- Kicking the Germ Out of Germany (1918)
- Are Crooks Dishonest? (1918)
- Somewhere in Turkey (1918)
- Sic 'Em, Towser (1918)
- The City Slicker (1918)
- Fireman Save My Child (1918)
- Kicked Out (1918)
- Hey There! (1918)
- It's a Wild Life (1918)
- Pipe the Whiskers (1918)
- On the Jump (1918)
- Let's Go (1918)
- Here Come the Girls (1918)
- Look Pleasant, Please (1918)
- A Gasoline Wedding (1918)
- Beat It (1918)
- Hit Him Again (1918)
- The Big Idea (1917)
- Step Lively (1917)